# 전병호 (정치인)
전병호(全炳浩, 1926년 3월 20일 ~ 2014년 7월 7일)는 조선민주주의인민공화국의 군인 겸 정치인이다. 내각 정치국 국장과 당책임비서, 조선로동당 중앙위원회 정치국 위원 겸 국방위원회 위원을 역임했다.

## 경력
1926년 일제강점기에 평안북도 강계군에서 태어났다. 1945년 10월 적위대에 입대하였으며, 대학을 졸업한 후 금속공학 주물기사 자격을 받았다. 26호공장 부기사장, 국가계획위원회 부장, 강계뜨락또르공장 기사장을 거쳐, 당중앙위원회 부부장과 부장, 제2경제위원회 부위원장, 1부위원장 겸 당책임비서, 위원장, 당중앙위원회 비서 겸 부장을 지냈다. 그리고 2009년 9월부터 내각 정치국 국장과 당책임비서를 지냈다.
2010년 9월에 열린 조선로동당 제3차 대표자회에서 당중앙위원회 정치국 위원에 선임되었다. 2011년 국방위원회 위원에서 물러나면서 정계에서 은퇴했다. 은퇴 후 조선인민군 무장장비관 명예관장을 지냈다. 2014년 7월 7일 급성 심근경색으로 사망했다.